# Gastvoorstelling
Gastvoorstelling is een hoorspel van Herbert Lichtenfeld. Gastspiele werd op 16 maart 1968 uitgezonden door de Norddeutscher Rundfunk. Willy Wielek-Berg vertaalde het en de VARA zond het uit op vrijdag 17 januari 1969. De regisseur was Ad Löbler. Het hoorspel duurde 30 minuten.

## Rolbezetting
- Frans Somers (Richard)
- Fé Sciarone (Susanne)
- Joke Hagelen (Cordula)
- Hans Karsenbarg (Andreas)

## Inhoud
Een jong liefdespaartje heeft een plekje in het bos, maar een wolkbreuk heeft het doornat gemaakt, zodat Cordula en Andreas uitgerekend onder de inkom van een poenige villa aan de rand van de stad bescherming moeten zoeken. In z’n overmoed verzoekt de jongeman door de – naar hij denkt - uitgeschakelde deurtelefoon om binnengelaten te worden. Hij is echter niet uitgeschakeld. Het echtpaar, snobistisch, verveeld en in de liefde reeds merkbaar afgekoeld, heeft veeleer nieuwsgierig geluisterd naar het verliefde getortel, en nu wordt het paartje ook nog verzocht binnen te komen. Bad en bed worden niet zonder bijgedachten ter beschikking gesteld. De bijgedachten zijn de keerzijde van het moderne sprookje: een echte kapitalist kan zich zelfs de liefde van anderen "ten nutte maken"...